# Hi-Heel Sneakers
Singles de Tommy Tucker
Long Tall Shorty
(1964)
Hi-Heel Sneakers (parfois aussi orthographié High Heel Sneakers) est une chanson de blues écrite et enregistrée par Tommy Tucker en 1963.

## Contexte
La chanson est issue de la collaboration de Tucker avec le producteur Herb Abramson, ancien cofondateur d'Atlantic.
Abramson utilise le A-1 Sound Studios d'Atlantic à New York, où de nombreux artistes R&B populaires ont enregistré ; il confie l'enregistrement de Tucker au label Checker, qui la sort en single en 1964. Si les auteurs s'accordent sur une date d'enregistrement en 1963, il existe des informations contradictoires sur l'emplacement du studio. La critique de blues Mary Katherine Aldin (de) le situe à Chicago, tandis que la Blues Foundation le localise à New York.
Les parties de guitare distinctives de la chanson sont fournies par Dean Young. Dans l'Encyclopedie du Blues, Gene Tomko note des similitudes avec l'introduction et le rythme shuffle de Big Boss Man (en), le succès de Jimmy Reed.
Mary Katherine Aldin la décrit comme un blues à 12 mesures rapide, avec « une trame musicale rudimentaire et mélodieuse », et une voix forte. L'approche rythmique de la chanson est également comparée à celle de Jimmy Reed. Les paroles de Tucker rappellent le temps qu'il a passé en tant que boxeur dans le circuit Golden Gloves dans les années 1950 : 
« Put on your red dress baby
Lord we're goin' out tonight (2×)
And wear some boxin' gloves
In case some fool might wanna fight »

### Classement et récompenses
L'enregistrement de Tommy Tucker se classe no 1 dans le classement R&B du magazine Cash Box et en 11e position dans le palmarès Hot 100 de Billboard. Il atteint la 23e place du UK Singles Chart.
En 2017, la chanson est intronisée au Blues Hall of Fame de la Blues Foundation en tant qu'« enregistrement classique du blues ». Le jury note que ce single est « le dernier disque de blues de l'imposant catalogue Chess (Checker étant une de ses filiales) à atteindre la 1re place des charts ».

## Reprises

### Version de Stevie Wonder
Singles de Stevie Wonder
Kiss Me Baby
(1965) Uptight (Everything's Alright)
(1965)
Sa version est enregistrée en live le 13 avril 1965 à l'Olympia de Paris lors d'un Musicorama 'spécial Tamla Motown' à la suite duquel sera produit l'album Motortown Revue In Paris qui reprendra également plusieurs titres des Supremes, de Martha and the Vandellas et des Miracles.
L'interprétation de Stevie Wonder, titrée High Heel Sneakers, sort en single le 2 août 1965 chez Tamla Records (réf. T-54119) et est produite par Robert Gordy (en), le frère de Berry Gordy. Le premier pressage la voit accompagnée de la chanson Funny How Time Slips Away, titre enregistré lors du même concert. La référence est conservée pour la deuxième version du single qui voit la face B remplacée par Music Talk, une chanson enregistrée au Hitsville U.S.A. de Detroit, le 21 janvier 1965. Quelques mois plus tard en France, un EP de 4 titres reprend cette seconde version du single, à laquelle sont adjoints deux autres titres dont son dernier succès de l'époque, Uptight (Everything's Alright).
High Heel Sneakers ne figure sur aucun album studio de Wonder mais est diffusé sur sa première compilation Greatest Hits dans sa version anglaise puis sur Looking Back en 1977.

#### Formats
| États-Unis - 45 tours - Tamla Records - réf. T 54119 - premier pressage | États-Unis - 45 tours - Tamla Records - réf. T 54119 - premier pressage | États-Unis - 45 tours - Tamla Records - réf. T 54119 - premier pressage | États-Unis - 45 tours - Tamla Records - réf. T 54119 - premier pressage | États-Unis - 45 tours - Tamla Records - réf. T 54119 - premier pressage | États-Unis - 45 tours - Tamla Records - réf. T 54119 - premier pressage | États-Unis - 45 tours - Tamla Records - réf. T 54119 - premier pressage | États-Unis - 45 tours - Tamla Records - réf. T 54119 - premier pressage | États-Unis - 45 tours - Tamla Records - réf. T 54119 - premier pressage | États-Unis - 45 tours - Tamla Records - réf. T 54119 - premier pressage |
| No                                                                      | Titre                                                                   | Auteur                                                                  | Durée                                                                   |                                                                         |                                                                         |                                                                         |                                                                         |                                                                         |                                                                         |
| ----------------------------------------------------------------------- | ----------------------------------------------------------------------- | ----------------------------------------------------------------------- | ----------------------------------------------------------------------- | ----------------------------------------------------------------------- | ----------------------------------------------------------------------- | ----------------------------------------------------------------------- | ----------------------------------------------------------------------- | ----------------------------------------------------------------------- | ----------------------------------------------------------------------- |
| 1.                                                                      | High Heel Sneakers                                                      | R. Higgenbotham (Tommy Tucker)                                          | 2:57                                                                    |                                                                         |                                                                         |                                                                         |                                                                         |                                                                         |                                                                         |
| 2.                                                                      | Funny How Time Slips Away                                               | Willie Nelson                                                           | 3:50                                                                    |                                                                         |                                                                         |                                                                         |                                                                         |                                                                         |                                                                         |
| 6:47                                                                    |                                                                         |                                                                         |                                                                         |                                                                         |                                                                         |                                                                         |                                                                         |                                                                         |                                                                         |

| États-Unis - 45 tours - Tamla Records - réf. T 54119 - second pressage | États-Unis - 45 tours - Tamla Records - réf. T 54119 - second pressage | États-Unis - 45 tours - Tamla Records - réf. T 54119 - second pressage | États-Unis - 45 tours - Tamla Records - réf. T 54119 - second pressage | États-Unis - 45 tours - Tamla Records - réf. T 54119 - second pressage | États-Unis - 45 tours - Tamla Records - réf. T 54119 - second pressage | États-Unis - 45 tours - Tamla Records - réf. T 54119 - second pressage | États-Unis - 45 tours - Tamla Records - réf. T 54119 - second pressage | États-Unis - 45 tours - Tamla Records - réf. T 54119 - second pressage | États-Unis - 45 tours - Tamla Records - réf. T 54119 - second pressage |
| No                                                                     | Titre                                                                  | Auteur                                                                 | Durée                                                                  |                                                                        |                                                                        |                                                                        |                                                                        |                                                                        |                                                                        |
| ---------------------------------------------------------------------- | ---------------------------------------------------------------------- | ---------------------------------------------------------------------- | ---------------------------------------------------------------------- | ---------------------------------------------------------------------- | ---------------------------------------------------------------------- | ---------------------------------------------------------------------- | ---------------------------------------------------------------------- | ---------------------------------------------------------------------- | ---------------------------------------------------------------------- |
| 1.                                                                     | High Heel Sneakers                                                     | Robert Higgenbotham                                                    | 2:57                                                                   |                                                                        |                                                                        |                                                                        |                                                                        |                                                                        |                                                                        |
| 2.                                                                     | Music Talk                                                             | Clarence Paul, Stevie Wonder, Ted Hull                                 | 2:58                                                                   |                                                                        |                                                                        |                                                                        |                                                                        |                                                                        |                                                                        |
| 5:55                                                                   |                                                                        |                                                                        |                                                                        |                                                                        |                                                                        |                                                                        |                                                                        |                                                                        |                                                                        |

| France - EP 45 tours - Tamla Records - réf. TMEF 523 | France - EP 45 tours - Tamla Records - réf. TMEF 523 | France - EP 45 tours - Tamla Records - réf. TMEF 523 | France - EP 45 tours - Tamla Records - réf. TMEF 523 | France - EP 45 tours - Tamla Records - réf. TMEF 523 | France - EP 45 tours - Tamla Records - réf. TMEF 523 | France - EP 45 tours - Tamla Records - réf. TMEF 523 | France - EP 45 tours - Tamla Records - réf. TMEF 523 | France - EP 45 tours - Tamla Records - réf. TMEF 523 | France - EP 45 tours - Tamla Records - réf. TMEF 523 |
| No                                                   | Titre                                                | Auteur                                               | Durée                                                |                                                      |                                                      |                                                      |                                                      |                                                      |                                                      |
| ---------------------------------------------------- | ---------------------------------------------------- | ---------------------------------------------------- | ---------------------------------------------------- | ---------------------------------------------------- | ---------------------------------------------------- | ---------------------------------------------------- | ---------------------------------------------------- | ---------------------------------------------------- | ---------------------------------------------------- |
| 1.                                                   | High Heel Sneakers                                   | R Higgenbotham                                       | 2:59                                                 |                                                      |                                                      |                                                      |                                                      |                                                      |                                                      |
| 2.                                                   | Music Talk                                           | Paul, Wonder, Hull                                   | 2:57                                                 |                                                      |                                                      |                                                      |                                                      |                                                      |                                                      |
| 3.                                                   | Uptight (Everything's Alright)                       | Henry Cosby, Wonder, Sylvia Moy                      | 2:53                                                 |                                                      |                                                      |                                                      |                                                      |                                                      |                                                      |
| 4.                                                   | Purple Rain Drops                                    | Hull                                                 | 3:08                                                 |                                                      |                                                      |                                                      |                                                      |                                                      |                                                      |
| 11:57                                                |                                                      |                                                      |                                                      |                                                      |                                                      |                                                      |                                                      |                                                      |                                                      |

#### Classements
| Classement (1965)              | Meilleure position |
| ------------------------------ | ------------------ |
| États-Unis (Billboard Hot 100) | 59                 |
| États-Unis (R&B Singles)       | 30                 |

#### Crédits
- Stevie Wonder : chant
- Earl van Dyke : clavier[13]
- The Funk Brothers : instruments[19]

### Autres reprises
De nombreux musiciens enregistrent à leur tour Hi-Heel Sneakers. Aldin note que la chanson « a la particularité d'avoir été enregistrée par une association de musiciens aussi improbables que Johnny Rivers, Elvis Presley, Ramsey Lewis, José Feliciano, Chuck Berry, The Chambers Brothers, Jerry Lee Lewis, David Cassidy et Boots Randolph, pour n'en nommer que quelques-uns ».
Tomko explique ainsi cette influence : « Cette progression rythmique désormais familière d'accentuation du beat à la Hi-Heel Sneakers a été à son tour incorporée dans de nombreuses reprises de Big Boss Man, et a ironiquement influencé la façon dont le standard Jimmy Reed est généralement joué aujourd’hui. »
Parmi les nombreux artistes ayant interprété la chanson, on compte notamment :
- 1964 : The Searchers sur l'album It's the Searchers.
- 1964 : Jerry Lee Lewis (High Heel Sneakers) en single, puis sur l'album live The Greatest Live Show on Earth en 1965.
- 1964 : Johnny Rivers (High Heel Sneakers) sur l'album live Here We a Go Go Again, enregistré au Whisky a Go Go à  Los Angeles.
- 1964 : The Rolling Stones, pour l'émission Saturday Club sur la BBC, paru en 2017 sur l'album On Air.
- 1964 : Magic Sam, en single.
- 1965 : Ike et Tina Turner [High Heel Sneakers (Tight Pants)] sur l'album Live! The Ike & Tina Turner Show.
- 1965 : The Everly Brothers sur Beat & Soul .
- 1965 : Vince Taylor (High Heel Sneakers) sur l'album  Vince...!
- 1965 : José Feliciano sur The Voice and Guitar of José Feliciano[3].
- 1966 : The Chambers Brothers (High Heel Sneakers) sur l'album Now!
- 1966 : Bill Haley & The Comets sur Whisky a Go-Go.
- 1967 : Eddie Floyd (High-Heel Sneakers) sur son premier album Knock on Wood.
- 1968 : Elvis Presley (High Heel Sneakers), en face B du single Guitar Man. Le King avait repris Big Boss Man de Jimmy Reed  quatre mois plus tôt.
- 1970 : Sammy Davis, Jr. sur Something for Everyone.
- 1971 : Tom Jones sur l'album Live at Caesar’s Palace, Las Vegas.
- 1975 : Chuck Berry, sur l'album Chuck Berry.
- 1979 : le groupe Cross Section dans le film des Who, Quadrophenia.
- 1988 : Jerry Garcia, Merl Saunders, John Kahn et Bill Vitt, sur Keystone Encores.
- 1990 : David Cassidy, sur l'album David Cassidy.
- 1991 : Paul McCartney, sur l'album Unplugged (The Official Bootleg).
- 1991 : Buddy Guy & Junior Wells (High Heel Sneakers), sur Alone & Acoustic.
- 1995 : Booker T. and the M.G.'s sur Booker T & The MG's Play the Hip Hits.
- 1996 : Johnny Hallyday, sur l'album Destination Vegas.

Big Brother and the Holding Company, avec Janis Joplin, interprète un medley Amazing Grace / Hi Heel Sneakers en concert en 1967 au Matrix à San Francisco, paru en 1982 sur l'album Farewell Song.
Adaptations
Manou Roblin adapte la chanson en français pour Johnny Hallyday sous le titre Plus je te regarde, paru en 1965 sur l'album Hallelujah. 
En 1979, la chanson est adaptée en danois par Torben Eschen sous le titre Spidse støvler pour Rock Nalle.

## Utilisations dans les médias
L'enregistrement de Tommy Tucker est utilisé dans les séries télévisées Frank's Place (épisode Cultural Exchange, 1988) et Parenthood (épisode Le Grand Jour, 2013). Le thème de l'émission Sesame Street est inspiré par le riff de guitare de Hi-Heel Sneakers.